# Torrance Coombs
Torrance Coombs (Vancouver, Colúmbia Britânica, Canadá em 14 de junho de 1983) é um ator canadense-americano de teatro, cinema e televisão, conhecido por seus papeis em Reign, The Familiar, Killer Mountain e jPod.

## Início da vida e carreira
Ele nasceu em 14 de Junho de 1983 e foi criado em Vancouver, Colúmbia Britânica, Canadá.
Coombs juntou-se ao coro da escola para melhor expressar-se e logo foi escalado para o papel de Rum Tum Tugger no musical Cats. Ele alugou um vídeo de Elvis Presley em conjunto para ajudar a preparar para o papel de "abanar o quadril".
Ele continuou a fazer papéis no teatro durante todo o ensino médio e posteriormente se inscreveu no programa de atuação da Universidade da Colúmbia Britânica, em Vancouver.

## Carreira adulta

### Teatro
Coombs apareceu em produções em Bard on the Beach, um profissional do festival anual de Shakespeare, realizada em Vancouver.
Ele também apareceu na peça musical A Little Night Music.

### Televisão
Seu primeiro papel recorrente na televisão foi como John Doe em jPod em 2008, uma série de televião da CBC baseado no livro de mesmo nome por Douglas Coupland; Coombs também apareceu como Lance Corporal C. Sellers em 2008 num episódio da série de televisão Battlestar Galactica.
Em 2010, ele apareceu em um papel recorrente como Thomas Culpeper na série de televisão The Tudors, e da CBC Television, Heartland como Chase Powers.
Em 11 de março de 2013, foi anunciado que Coombs tinha sido escalado para um papel de liderança como Sebastian para o novo drama da The CW, Reign, onde protagoniza junto com Adelaide Kane e Toby Regbo.

### Filmes
Em 2009 ele estrelou como Sam Matheson no curta-metragem, The Familiar, e aparece como Pj no curta-metragem, Good Image Media. Em 2012, ele estrelou o suspense psicológico Liars All.

### Vida Pessoal
Torrance começou a namorar Alyssa Campanella em 2010. Ela foi eleita Miss USA em 2011. Em Junho de 2015 eles anunciaram o noivado. Eles se casaram em 2 de Abril de 2016 na Califórnia.

## Filmografia
| Ano               | Filme                | Papel                     | Notas                           |
| ----------------- | -------------------- | ------------------------- | ------------------------------- |
| 2007              | Supernatural         | Mitch                     | 1 episódio                      |
| 2008              | Battlestar Galactica | Lance Corporal C. Sellers | 1 episódio                      |
| 2008              | jPod                 | John Doe                  | Papel principal; 13 episódios   |
| 2010              | The Tudors           | Thomas Culpeper           | 5 episódios                     |
| 2010 - 2011, 2012 | Heartland            | Chase Powers              | 10 episódios                    |
| 2011              | Endgame              | Sam Besht                 | Papel principal; 13 episódios   |
| 2011              | Haven                | Kyle Hopkins              | 1 episódio                      |
| 2013 - 2017       | Reign                | Sebastian (Bash)          | Elenco principal                |
| 2017              | Still Star-Crossed   | Conde de Paris            | Papel principal; 7 Episódios    |
| 2018              | The Originals        | Declan                    | Papel recorrente (5ª temporada) |
| 2018              | Royally Ever After   | Danny                     | Hallmark Filme                  |
| 2020              | Romance in the Air   | Riley                     | Hallmark Filme                  |

| Ano  | Filme            | Papel         | Notas                                                                                       |
| ---- | ---------------- | ------------- | ------------------------------------------------------------------------------------------- |
| 2009 | The Familiar     | Sam Matheson  | Curta-metragem Nomeado – Leo Awards para Best Performance by a Male in a Short Drama (2010) |
| 2009 | Good Image Media | PJ            | Curta-metragem                                                                              |
| 2011 | Killer Mountain  | Chance        | Telefilme                                                                                   |
| 2011 | Afghan Luke      | Private Davey |                                                                                             |
| 2013 | Liars All        | Dennis        |                                                                                             |
| 2013 | Kill For Me      | Cameron       |                                                                                             |
| 2013 | Drawing Home     | Kit Paley     |                                                                                             |
| 2014 | Eadweard         | Bell          |                                                                                             |